# 以一敵百
《以一敵百》（荷蘭語：Eén tegen 100）是一個源自荷蘭的電視遊戲節目，原版節目由Endemol公司製作，世界多處地方均有製作當地版本。
香港版本由亞洲電視製作，黃偉文擔任主持，於2006年9月24日播出特別版「以一敵百之百萬雄師」，第一辑由9月25日至10月5日逢星期一至五晚上9:30播映。由10月9日至12月15日間，改為逢星期一至五晚上8:30播映。
中國大陸版本由湖南衛視製作，節目名稱同為以一敵百，第一季由汪涵主持，於2008年3月5日至7月31日播出；第二季由任軍（大兵）主持，开播于2010年4月15日，並於同年12月23日結束。
台灣版本由中國電視公司製作，節目名稱為挑戰101，胡瓜擔任主持，於2009年1月2日開始每星期五晚上8:00播映（2009年7月24日開始改到中天娛樂台每星期五晚上10:00播映），同年11月27日結束。

## 荷蘭及香港版本遊戲規則
遊戲開始前，電腦會隨機在現場101位參賽者中抽出其中一位參賽者為第一位挑戰者。
然後，主持人會向挑戰者發問問題，該挑戰者可以因應自己的能力，選擇「一般」或者「困難」兩種級別題目作答。香港版問題的內容可以是時事民生、生活常識、健康知識、影視娛樂、地理、化學、生物、物理、金融經濟、中國歷史、中國文學、外國歷史、中國醫學、西方醫學、旅遊、飲食、體育運動、遊戲、星座、天文、卡通漫畫、西方神話、中國神話等方面。
問題答案會有A、B、C三個選擇，首先由現場參賽者在6秒鐘時間內作答，然後再由挑戰者作答。
只要挑戰者每答中一題，而現場參賽者答錯的人數愈多，挑戰者得到的獎金便會愈多。如果挑戰者最終能擊敗100位現場參賽者，就能得到之前所累積的獎金。若挑戰者答錯問題，就會被淘汰出局，不能得到之前所累積的獎金，但有機會得到安慰獎。
在第二局，電腦將會在上一局中未被淘汰的參賽者中選出一位成為挑戰者。若之前的挑戰者擊敗100位參賽者，電腦會在100位參賽者中重新選出下一局的挑戰者。
在遊戲中，挑戰者若遇上困難題目時，就可以順序用「25」、「50」和「75」跳題功能鍵跳過題目。在此情況下，不論答對或答錯問題，該挑戰者都可以繼續進行遊戲，但會被扣除累積的獎金。假設挑戰者使用「25」跳題功能鍵，他可以跳過問題而不用作答，但是所累積的獎金會被扣除25%。使用「50」扣除獎金50%，使用「75」扣除75%。當挑戰者遇到有把握的答案時，就可以使用「×2」加倍功能鍵（荷蘭版於2007年取消此功能鍵），將這條答中所得的獎金加倍。
香港版落敗的挑戰者雖然不能得到之前的獎金，但能夠得到安慰獎。安慰獎是根據挑戰者不使用跳題功能鍵擊敗的對手數目而定，以下是安慰獎分佈圖表：
| 擊敗參賽者人數 | 安慰獎獎金  |
| 1-20人         | 港幣$2,000  |
| 21-40人        | 港幣$4,000  |
| 41-60人        | 港幣$6,000  |
| 61-80人        | 港幣$8,000  |
| 81-99人        | 港幣$10,000 |

### 獎金計算方法
以下是計算挑戰者所得獎金的公式：
香港版：
{\displaystyle {\textrm {Money}}=\left[{\frac {\textrm {Base\ value}}{\textrm {Players}}}\right](\times 2)\times {\textrm {Wrong\ answers}}}
荷蘭版：
{\displaystyle {\textrm {Money}}=\left[{\frac {\textrm {Base\ value}}{\textrm {Players}}}\times {\textrm {Wrong\ answers}}+0.5\right]}
其中Money是獎金，Players是現場答題者數目，Base value是每題基本獎金，Wrong answers是答錯者數目，[ · ]代表只取整數部分，[ · +0.5]是四捨五入至整數，(×2)是用「×2」功能鍵時的計算。
挑戰者所得的獎金會累積計算。理論上根據計算，假設每個回合只有一名現場參賽者答錯問題，遊戲可進行100個回合，香港版最高獎金可累積至HK$1,037,431，而如果在最後一題使用「×2」加倍功能鍵，最高獎金更可累積至HK$1,237,431。
香港版的參賽者最高獲得獎金僅為$603,933，不及理論上最高獎金的一半。
以下是一些版本每題的基本獎金及最高總獎金：
| 版本                        | 基本獎金                            | 最高獎金                   |
| --------------------------- | ----------------------------------- | -------------------------- |
| 荷蘭                        | €50,000                             | €259,367                   |
| 香港                        | HK$200,000                          | HK$1,237,431               |
| 越南（2012年7月16日及以前） | 1,000積分點（1積分點相等於10,000₫） | 6,187積分點（61,870,000₫） |

在香港版，由於計算途中會只取整數部分，有時會出現誤差。比如有挑戰者使用「×2」功能鍵擊敗餘下3名參賽者，原來應該獲得400,000元，但實際上少了4元：
{\displaystyle \left[{\frac {200,000}{3}}\right]=66,666}
{\displaystyle 66,666\times 2\times 3=399,996}

### 香港版本獲得逾十萬港幣的參賽者
| 集數 | 參賽者 | 獎金     |
| ---- | ------ | -------- |
| 38   | 伍耀泉 | $603,933 |
| 21   | 關佩玲 | $439,088 |
| 35   | 韓燕雯 | $414,049 |
| 27   | 方心如 | $412,562 |
| 52   | 林俊言 | $408,311 |
| 06   | 陳劍豪 | $403,746 |
| 03   | 黃家俊 | $132,821 |

## 美國（2006-2007）、澳大利亞等版本遊戲規則
挑戰者答對題目愈多，每位答錯的參賽者之價值愈高，例如在美國版（第1至2集）中，若挑戰者答對第1題，而且擊敗10名參賽者，挑戰者的保險庫則可增加US$100 × 10 = US$1,000的獎金。挑戰者答對每題目後可選擇退出並取去保險庫的獎金，或繼續遊戲。若所有參賽者被擊敗，不論保險庫獎金多少，均可獲得最高獎金。若挑戰者答錯題目，則不獲任何獎金，其保險庫獎金會由剩餘參賽者瓜分。
以下是一些版本每題每位答錯的參賽者之價值的分佈圖表：
| 題目     | 美国 · （第1至 · 2集） | 美國 （第3至 5集） | 美國 （2007） |             | 法國     | 匈牙利        | 以色列     | 義大利   | 菲律賓     | 俄羅斯       |             | 泰國     |
| -------- | ---------------------- | ------------------ | ------------- | ----------- | -------- | ------------- | ---------- | -------- | ---------- | ------------ | ----------- | -------- |
| 1        | US$100                 | $100               | $1,000        | A$500       | €100     | 1,000 Ft      | ₪100       | €50      | P1,000     | 1,000RUB     | ₩10,000     | ฿100     |
| 2        | $500                   | $250               | $1,000        | A$500       | €150     | 4,000 Ft      | ₪250       | €100     | P2,000     | 1,000RUB     | ₩20,000     | ฿200     |
| 3        | $1,000                 | $500               | $1,000        | A$500       | €200     | 8,000 Ft      | ₪500       | €150     | P3,000     | 1,000RUB     | ₩30,000     | ฿300     |
| 4        | $2,000                 | $1,000             | $2,000        | $1,000      | €250     | 16,000 Ft     | ₪750       | €200     | P4,000     | 2,000RUB     | ₩50,000     | ฿400     |
| 5        | $3,000                 | $1,500             | $2,000        | $1,000      | €300     | 32,000 Ft     | ₪1,000     | €250     | P5,000     | 2,000RUB     | ₩70,000     | ฿500     |
| 6        | $4,000                 | $2,000             | $3,000        | $1,500      | €350     | 50,000 Ft     | ₪1,500     | €300     | P6,000     | 3,000RUB     | ₩100,000    | ฿700     |
| 7        | $5,000                 | $3,000             | $4,000        | $2,000      | €400     | 60,000 Ft     | ₪2,000     | €400     | P7,000     | 4,000RUB     | ₩150,000    | ฿1,000   |
| 8        | $6,000                 | $4,000             | $5,000        | $2,500      | €500     | 80,000 Ft     | ₪2,500     | €500     | P8,000     | 5,000RUB     | ₩200,000    | ฿1,500   |
| 9        | $7,000                 | $5,000             | $6,000        | $3,000      | €600     | 100,000 Ft    | ₪3,000     | €700     | P9,000     | 6,000RUB     | ₩250,000    | ฿2,000   |
| 10       | $8,000                 | $6,000             | $7,000        | $3,500      | €700     | 200,000 Ft    | ₪4,000     | €1,000   | P10,000    | 7,000RUB     | ₩300,000    | ฿3,000   |
| 11       | $9,000                 | $7,500             | $8,000        | $4,000      | €1,000   | 400,000 Ft    | ₪5,000     | €1,000   | P20,000    | 8,000RUB     | ₩400,000    | ฿4,000   |
| 12       | $10,000                | $10,000            | $9,000        | $4,500      | €1,000   | 500,000 Ft    | ₪5,000     | €1,000   | P20,000    | 9,000RUB     | ₩500,000    | ฿5,000   |
| 13及以後 | $10,000                | $10,000            | $10,000       | $5,000      | €1,000   | 500,000 Ft    | ₪5,000     | €1,000   | P20,000    | 10,000 RUB   | ₩500,000    | ฿5,000   |
| 最高獎金 | US$1,000,000           | US$1,000,000       | US$1,000,000  | A$1,000,000 | €200,000 | 50,000,000 Ft | ₪1,000,000 | €200,000 | P2,000,000 | 1,000,000RUB | ₩50,000,000 | ฿500,000 |

## 美國（2008、2010-2011）、中國大陸及台灣版本遊戲規則
挑戰者每擊敗10位參賽者，獎金會增加。挑戰者答對每題目後可選擇退出並取去獎金，或繼續遊戲。若所有參賽者被擊敗，則可獲得最高獎金。若挑戰者答錯題目，則不獲任何獎金，其獎金會由剩餘參賽者瓜分。

### 美國（2008、2010-2011）
以下是該版本獎金分佈圖表：
| 擊敗參賽者人數 | 獎金（美元） （2008） | 獎金（美元） （2010-2011） |
| -------------- | --------------------- | -------------------------- |
| 0-9人          | 0                     | 0                          |
| 10-19人        | 1,000                 | 500                        |
| 20-29人        | 5,000                 | 1,000                      |
| 30-39人        | 10,000                | 1,500                      |
| 40-49人        | 25,000                | 2,000                      |
| 50-59人        | 50,000                | 3,000                      |
| 60-69人        | 75,000                | 4,000                      |
| 70-79人        | 100,000               | 5,000                      |
| 80-89人        | 250,000               | 10,000                     |
| 90-99人        | 500,000               | 25,000                     |
| 100人          | 1,000,000             | 50,000                     |

現已有一位挑戰者成功擊敗100位參賽者，獲得100萬美元獎金。
美國版本的3個求助錦囊：
- 「Ask the Mob」：系統會在剩餘的參賽者中隨機選出兩位，其中一位的答案是對的，另一位是錯的，然後挑戰者須決定相信哪一位參賽者。
- 「Poll the Mob」：挑戰者先選出其心目中的答案，而非正式回答題目，然後主持人會告訴挑戰者有多少位參賽者同樣選擇該答案，而且挑戰者還可以從同樣選擇該答案的參賽者中選出一位詢問理由後，挑戰者再決定是否更改答案。
- 「Trust the Mob」：系統自動為挑戰者確定最多參賽者選擇的答案。

### 中國大陸
挑戰者與100位參賽者進行遊戲，挑戰者答對3題後可以選擇取走獎金或繼續遊戲。若選擇繼續遊戲，則可以使用3個求助錦囊：
- 第一季：
  - 「詢問答人」：系統會在剩餘的「快樂答人」中隨機選出兩位，其中一位的答案是對的，另一位是錯的，然後挑戰者須決定相信哪一位答人。
  - 「求證答人」：挑戰者先選出其心目中的答案，而非正式回答題目，然後主持人會告訴挑戰者有多少位答人同樣選擇該答案，挑戰者再決定是否更改答案。
  - 「信任答人」：系統自動為挑戰者確定最多答人選擇的答案。
- 第二季：
  - 「信任大多數」：與「信任答人」相同。
  - 「對錯二選一」：系統自動刪除一個錯誤的答案。
  - 「電話幫幫忙」：挑戰者可以向朋友致電求助。

第一季以「快樂金球」（官方網站稱為「快樂幣」）為獎金，挑戰者及「快樂答人」可以用「快樂金球」在快樂購（页面存档备份，存于）購買商品。而第二季則以「金幣」為獎金。
以下是該版本獎金分佈圖表：
| 擊敗參賽者人數 | 獎金（第一季） （快樂金球） | 獎金（第二季） （金幣） |
| -------------- | --------------------------- | ----------------------- |
| 0-9人          | 0                           | 0                       |
| 10-19人        | 500                         | 1,000                   |
| 20-29人        | 1,000                       | 2,000                   |
| 30-39人        | 2,000                       | 3,000                   |
| 40-49人        | 5,000                       | 5,000                   |
| 50-59人        | 10,000                      | 8,000                   |
| 60-69人        | 20,000                      | 10,000                  |
| 70-79人        | 30,000                      | 15,000                  |
| 80-89人        | 40,000                      | 20,000                  |
| 90-99人        | 50,000                      | 25,000                  |
| 100人          | 100,000                     | 50,000                  |

### 台灣
遊戲開始前，主持人胡瓜會先介紹現場101位把關者（只介紹一部分）以及挑戰者。
然後，主持人胡瓜會向挑戰者發問問題。問題的內容可以是時事民生、生活常識、健康知識、影視娛樂、地理、化學、生物、物理、金融經濟、中國歷史、中國文學、外國歷史、中國醫學、西方醫學、旅遊、飲食、體育運動、遊戲、星座、天文、卡通漫畫、西方神話、中國神話等方面。
問題答案會有1、2、3三個選擇，首先由現場把關者作答，然後再由挑戰者作答。
只要挑戰者每答對一題，而現場把關者答錯的人數愈多，挑戰者得到的獎金便會愈多。如果挑戰者最終能擊敗101位現場把關者，就能得到新台幣10萬元獎金。若挑戰者答錯問題，就會被淘汰出局，不能得到之前所累積的獎金，其累積的獎金會均分給最後存活下來的現場把關者。但如果挑戰者中途棄權，能得到之前所累積的獎金的一半。
在遊戲中，挑戰者若遇上困難題目時，就可以用3個求救方法：
- 「真的假不了」：現場將挑選出台上把關者「一位答對」、「一位答錯」的兩名，各自說明作答的理由，當做挑戰者作答的參考依據。
- 「一翻兩瞪眼」：現場最多把關者選擇的答案，即為挑戰者作答的答案，不能更改。
- 「出外靠朋友」：可挑選現場某一位把關者的答案，作為選擇的依據。

以下是台灣版本獎金分佈圖表：
| 擊敗把關者人數 | 獎金（新台幣） |
| -------------- | -------------- |
| 0-9人          | 0              |
| 10-19人        | 500            |
| 20-29人        | 1,000          |
| 30-39人        | 1,500          |
| 40-49人        | 3,000          |
| 50-59人        | 6,000          |
| 60-69人        | 9,000          |
| 70-79人        | 15,000         |
| 80-89人        | 25,000         |
| 90-99人        | 35,000         |
| 100人          | 60,000         |
| 101人          | 100,000        |

## 英國版本遊戲規則
挑戰者可以在兩種題目類型中選擇其一，問題答案會有3個選擇，首先由現場參賽者在6秒鐘時間內作答，然後再由挑戰者作答。每有一位參賽者被擊敗，挑戰者可累積£1,000獎金。如有至少1名參賽者被擊敗，挑戰者則可使用3個「Dodge」（避開）及1個「Double」（雙倍）功能鍵。挑戰者若使用「Dodge」功能鍵，不論答對或答錯問題，都可以繼續進行遊戲，但累積獎金會被扣減一半。若使用「Double」功能鍵，每有一位參賽者被擊敗，挑戰者可累積£2,000獎金。如有至少75名參賽者被擊敗，在兩種可供選擇的題目中，其中一題附有額外的一個「Dodge」功能鍵。如100位參賽者全被擊敗，挑戰者可累積額外£50,000獎金。
若挑戰者在第1題擊敗1名參賽者，再在第2題使用「Double」功能鍵，並擊敗99名參賽者，則可獲得最高獎金£249,000。

## 外部連結
- 香港版官方網站
- 中國大陸版官方網站
  - 第一季
  - 第二季（页面存档备份，存于）
- 台灣版官方網站[]